# Neville Godwin
Neville Godwin (ur. 31 stycznia 1975 w Johannesburgu) – południowoafrykański tenisista i trener tenisa, reprezentant w Pucharze Davisa.

## Kariera tenisowa
Występując w gronie juniorów Godwin wywalczył mistrzostwo US Open 1993 w grze podwójnej chłopców, w parze z Garethem Williamsem. W tym samym roku osiągnął również, w parze z Williamsem, finały na French Open i na Wimbledonie.
Karierę zawodową Godwin rozpoczął w 1993 roku, a zakończył w 2003 roku. W grze pojedynczej wywalczył 1 tytuł rangi ATP World Tour, w 2001 roku w Newport. W 1998 roku doszedł do 1 tego turnieju.
W grze podwójnej południowoafrykański tenisista awansował do 3 finałów z cyklu ATP World Tour.
W latach 1999–2001 Godwin reprezentował RPA w Pucharze Davisa, rozgrywając siedem pojedynków singlowych, z których w dwóch zwyciężył oraz dwa wygrane spotkania deblowe.
W rankingu gry pojedynczej Godwin najwyżej był na 90. miejscu (31 marca 1997), a w klasyfikacji gry podwójnej na 57. pozycji (21 sierpnia 2000).

### Finały w turniejach ATP World Tour
| Nazwa                        |
| ---------------------------- |
| Wielki Szlem                 |
| Igrzyska olimpijskie         |
| ATP Tour World Championships |
| ATP Masters Series           |
| ATP Championship Series      |
| ATP World Series             |

#### Gra pojedyncza (1–1)
| Końcowy wynik | Nr | Data          | Turniej | Nawierzchnia | Przeciwnik   | Wynik finału |
| ------------- | -- | ------------- | ------- | ------------ | ------------ | ------------ |
| Finalista     | 1. | 12 lipca 1998 | Newport | Trawiasta    | Leander Paes | 3:6, 2:6     |
| Zwycięzca     | 1. | 15 lipca 2001 | Newport | Trawiasta    | Martin Lee   | 6:1, 6:4     |

#### Gra podwójna (0–3)
| Końcowy wynik | Nr | Data             | Turniej    | Nawierzchnia | Partner       | Przeciwnicy                  | Wynik finału  |
| ------------- | -- | ---------------- | ---------- | ------------ | ------------- | ---------------------------- | ------------- |
| Finalista     | 1. | 20 lipca 1997    | Waszyngton | Twarda       | Fernon Wibier | Luke Jensen Murphy Jensen    | 4:6, 4:6      |
| Finalista     | 2. | 12 kwietnia 1998 | Hongkong   | Twarda       | Tuomas Ketola | Byron Black Alex O’Brien     | 5:7, 1:6      |
| Finalista     | 3. | 11 kwietnia 1999 | Ćennaj     | Twarda       | Wayne Black   | Leander Paes Mahesh Bhupathi | 6:4, 5:7, 4:6 |

## Kariera trenerska
Od lutego 2014 do końca sezonu 2017 był trenerem Kevina Andersona, który w tym czasie został ćwierćfinalistą US Open 2015, finalistą US Open 2017 i awansował do czołowej dziesiątki rankingu ATP.